# 蘇斯利夫齊
49°26′10″N 27°38′36″E / 49.43611°N 27.64333°E
蘇斯利夫齊（烏克蘭語：Суслівці）是位於烏克蘭西部的村莊，由赫梅利尼茨基州赫梅利尼茨基區的萊蒂奇夫市鎮負責管轄。該村面積2.5平方公里，海拔高度264米，2001年該村落人口692。